# 七堵一交流道
七堵一交流道位於臺灣基隆市七堵區瑪東里、自強里交界處，為臺灣台62線指標3.5公里處的交流道。交流道型式為Y型，於2004年11月10日通車，七堵一至暖暖路段分別於2007年2月16日（東行線）及2007年6月29日（西行線）通車，可通往七堵區大同街。
|      | 3 七堵一 | 東行      | 七堵 大埔 | 七堵 大埔 |
| 西行 | 3 七堵一 | 大埔 中股 |           |           |

## 外部連結
- 台62線七堵一交流道示意圖 （页面存档备份，存于）（交通部公路總局）